# 4951 Iwamoto
Iwamoto (asteróide 4951) é um asteróide da cintura principal, a 1,8796985 UA. Possui uma excentricidade de 0,1671018 e um período orbital de 1 238,33 dias (3,39 anos).
Iwamoto tem uma velocidade orbital média de 19,8264348 km/s e uma inclinação de 7,52965º.
Este asteróide foi descoberto em 21 de Janeiro de 1990 por Yoshikane Mizuno, Toshimasa Furuta.